# Церква Перенесення Мощей святителя Миколая Чудотворця (Вербівці)
Церква Перенесення Мощей святителя Миколая Чудотворця у Вербівцях — парафія і храм Теребовлянського благочиння Тернопільської єпархії Православної церкви України в селі Вербівці Тернопільського району Тернопільської областИ.

## Історія церкви
У центрі села Вербівці на підвищенні розташована церква Перенесення Мощей святителя Миколая Чудотворця. Спочатку вона була дерев'яною, але у 1852 році за підтримки власника села Яника Охоцького розпочалося будівництво сучасного храму. На церковному подвір'ї був цвинтар, де стояв гріб Охоцького із залізним хрестом, а в самому храмі зберігається таблиця з його іменем. У 1950-х роках кладовище було знищено.
У 1950-х роках приміщення церкви перетворили на музей. Усі художні роботи було знищено, а церкву розграбовано.
Після здобуття Україною незалежності, завдяки старанням жителів села, храм відродився. Художні роботи виконали місцеві майстри Ярослав Новак та Степан Підперигора.
Найбільшою цінністю церкви є іконостас, виготовлений у 1875 році високохудожніми майстрами з Кракова.
6 січня 1989 року священник Клим з Буданова відправив першу Службу Божу.
За служіння о. Василя Сабата храм набув ошатного вигляду: споруджено нову браму, встелено підлогу, церкву обнесено кам'яним муром.
Меценатом деяких робіт став Іван Підперигора, вихідець із села.

## Парохи
- о. Танчаківський,
- о. Стрильцов,
- о. Братик,
- о. Воронич (1908—1935),
- о. Гамула,
- о. Біленький,
- о. Дмитерко,
- о. Дмитро Василик (1877—1945),
- о. Братків,
- о. Микорин,
- о. Клим (1989),
- о. Василь Сабат (з березня 1989).